# Агеев, Виктор Иванович (спортсмен)
Ви́ктор Ива́нович Аге́ев (29 апреля 1936, Москва — 30 января 2023) — советский ватерполист, серебряный и дважды бронзовый призёр Олимпийских игр. Мастер спорта СССР (1955). Заслуженный мастер спорта СССР (1964).

## Биография
На своей первой Олимпиаде в 1956 году в составе сборной СССР выиграл бронзовую медаль. На турнире провёл 3 матча.
На следующих Играх 1960 года СССР завоевала серебро, а Агеев сыграл всего два матча.
В 1964 году вновь стал бронзовым призёром, проведя 6 встреч и забив 2 гола.
Скончался 30 января 2023 года.

## Награды
- Орден «Знак Почёта» (16.09.1960) — за успешные выступления в XVII летних и VIII зимних Олимпийских играх 1960 года, а также за выдающиеся спортивные достижения[5]